# Дідьє де Сент-Жаль
Дідьє де Сент-Жаль (фр. Didier de Sainte-Jalle; д/н — 26 вересня 1536) — 45-й великий магістр ордену госпітальєрів у 1535—1536 роках.

## Життєпис
Походив з прованського шляхетського роду Сент-Жаль. Народився в Тулоні або родинному замку. Замолоду став братчиком ордену госпітальєрів.
Брав участь в обороні Родосу 1522 року. Після цього призначається великим пріором Провансу і Тулузи. 1535 року за його відсутності Генеральний капітул на Мальті обирає де Сент-Жаля великим магістром. 1536 року той зібрався перебратися Мальту, але раптово помер в Монпельє. Новим очільником ордену обирається Хуан де Омедес.